# 非線形物理学
非線形物理学（ひせんけいぶつりがく、英: Nonlinear physics）は、非線形な系を扱う物理学の分野である。カオス理論、ソリトン、格子振動で調和近似の成り立たない場合、線形な方程式では記述できない流体力学分野などがこの学問分野の対象となる。